# Diskontobanken

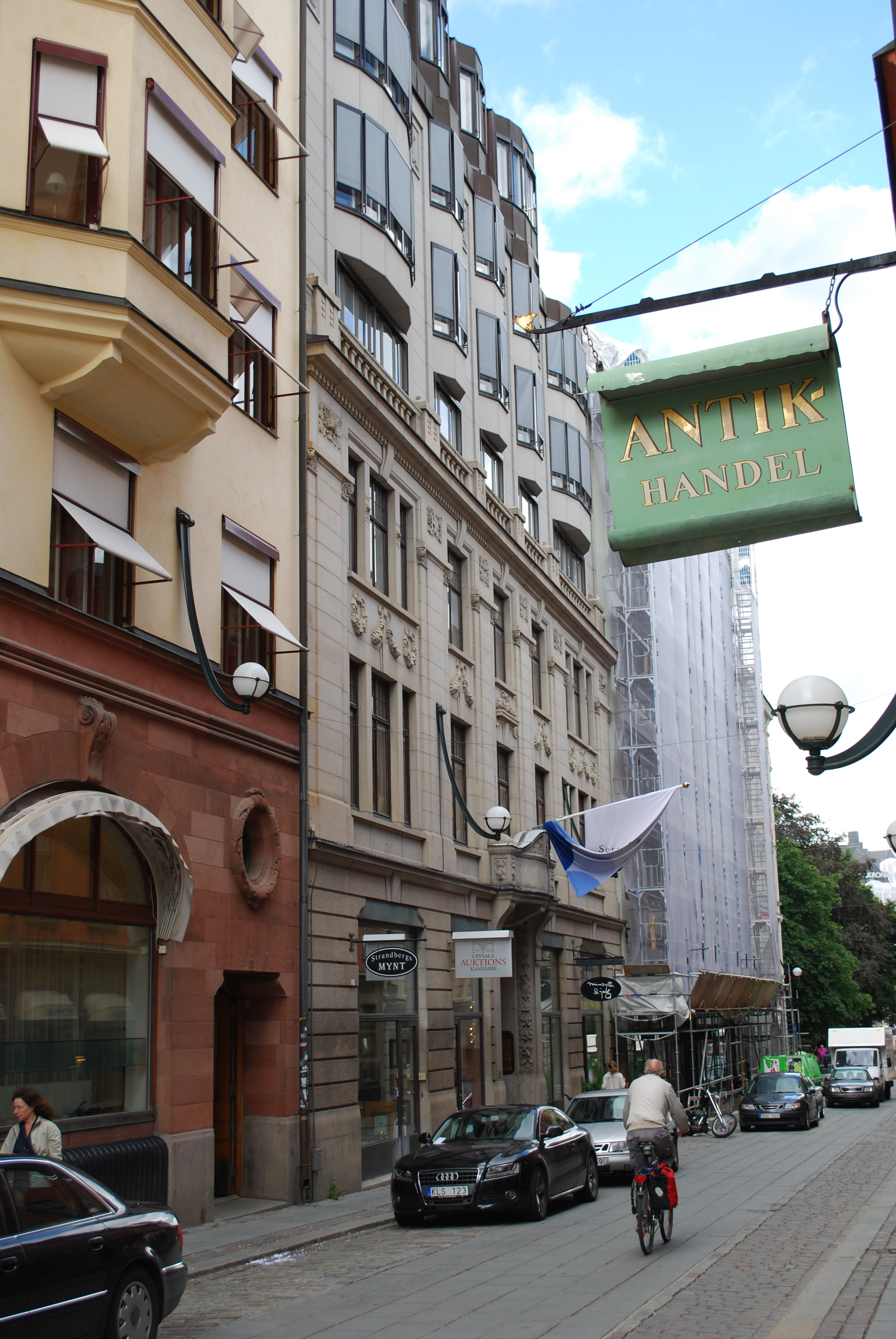
Arsenalsgatan 6 var bankens kontor mellan 1928 och 1951.

AB Diskontobanken var en svensk affärsbank i Stockholm som grundades 1927. 1951 övertogs den av Wermlands Enskilda bank som därigenom fick kontor i huvudstaden.